# インクレディブル・マシーン
『インクレディブル・マシーン』（The Incredible Machine、略称TIM）は、ケビン・ライアン(Kevin Ryan)によって最初に設計およびコーディングされ、Jeff Tunnell Productions によって開発、ダイナミクス社(Dynamix)によって公開された一連のパズルゲームソフト。
TIMはシエラ・エンターテインメント(Sierra Entertainment)によって発売され、シリーズの知的財産は、2009年10月にジェフ・タネル(Jeff Tunnell)が設立したPushButton Labsによって買収された。Pushbutton Labsは、後にDisney Interactiveの一部門であるPlaydomによって買収されたため、現時点ではThe Walt Disney Companyにより所有されている。
2013年、Jeff Tunnellは、Contraption Makerと呼ばれる新しいゲームを発表。これは、Incredible Machineシリーズの実質的な後継とされるタイトルで、Jeff Tunnellによって設立された会社、Spotkin Gamesによって開発され、オリジナルのIncredible Machineと同じ開発者が関わっている。Contraption Makerは、2014年7月7日にSteamを通じてリリースされた。

## 概要
いわゆるルーブ・ゴールドバーグ・マシンをパソコン上において再現するゲームであり、1面ごとに与えられる課題に対し、対応する部品を設置して課題通りの動きを達成すればクリアとなる。

## シリーズ
- インクレディブル・マシーン（The Incredible Machine）

1992年発売。英語版がMS-DOS版でシエラ オンライン ジャパンより発売。ステージ数は全87面。日本語版はサイベルより1994年発売。
- もっともっとインクレディブル・マシーン（The Even More Incredible Machine）

1992年発売。英語版がMS-DOS版、Windows版、Mac版でシエラ オンライン ジャパンより発売。前作の全87面に追加ステージ73面を加え全160面。日本語版はサイベルより1995年発売。
- シド・アンド・アルズ・インクレディブル・トゥーンズ（Sid & Al's Incredible Toons）

1993年発売。ステージ数は全100面。カートゥーン調のコミカルなグラフィックにリニューアルされ、対象年齢もやや低め。英語版がMS-DOS版でシエラ オンライン ジャパンより発売。パッケージはカートゥーン調でテレビを再現した特殊パッケージ。なお、プレイステーションとセガサターンに『アーサーとアスタロトの謎魔界村 インクレディブルトゥーンズ』というキャラクターを差し替えバージョンがリリースされている。1996年発売。
- ジ・インクレディブル・トゥーン・マシーン（The Incredible Toon Machine）

1994年発売。『シド・アンド・アルズ・インクレディブル・トゥーンズ』に追加ステージ30面を加え全130面。日本語版は販売なし。英語版がWindows版、Mac版でシエラ オンライン ジャパンより発売。
- インクレディブル・マシーン2（The Incredible Machine 2）

1994年発売。システムを完全に一新。ステージは完全新作で全206面。日本語版は販売なし。英語版がMS-DOS版、Windows版、Mac版でシエラ オンライン ジャパンより発売。
- インクレディブル・マシーン3（The Incredible Machine 3）

1995年発売。基本的に前作と変わらないが、新しいシステムを追加し、背景も作れるようになった。英語版がWindows版、Mac版でシエラ オンライン ジャパンより発売。日本語版はサイベルより1996年発売。
- インクレディブル・マシーン コントラプションズ（Return of The Incredible Machine: Contraptions）

2000年発売。システムを完全に一新。ステージは完全新作で全250面。日本語版の販売なし。
- インクレディブル・マシーン コントラプションズ2（The Incredible Machine: Even More Contraptions）

2001年発売。基本的に前作と変わらないが、パズル通信機能を追加。日本語版の販売なし。
- コントラプションメーカー（Contraption Maker）